# Trinidad (nau)
Trinidad (espanhol para "Trindade") foi a nau capitânia da viagem de circum-navegação de Fernão de Magalhães. Ao contrário do Victoria de Elcano, que voltou para a Espanha navegando pelo Oceano Índico, o Trinidad tentou e falhou em navegar para o leste através do Pacífico até a Nova Espanha ou o atual México. O Trinidad era uma nau de 100–110 toneladas com velas quadradas na proa e mastros principais e uma mezena latina. 

## História
Sua tripulação original era de 61 pessoas. Após a morte de Magalhães e o incêndio do Concepción, o Victoria e Trinidad (o San Antonio e o Santiago foram perdidos anteriormente) chegaram a Tidore em 8 de novembro de 1521. Em meados de dezembro, os dois navios tentaram partir carregados com cravo, mas Trinidad quase imediatamente começou a vazar muito. A inspeção mostrou que o problema era sério. Ficou combinado que Victoria partiria para a Espanha e Trinidad ficaria para reparos.
Em 6 de abril de 1522, Trinidad deixou Tidore carregado com 50 toneladas de cravo. Seu comandante era Gonzalo Gomez de Espinosa, guazil de Magalhães, um bom soldado, mas não marinheiro. Depois de dez dias, o Trinidad atracou em uma das Ilhas Marianas, onde três homens desertaram, e então rumou para o nordeste. Espinosa aparentemente estava tentando chegar aos ventos do oeste, mas não os encontrou, provavelmente por causa das monções de verão. Ele alcançou 42 ou 43 graus ao norte com um tempo cada vez mais ruim. O escorbuto se instalou, matando 30 homens e deixando apenas 20 para navegar no navio. Cinco meses depois de partir, ele voltou e dois meses depois chegou às Molucas.
Em maio do ano anterior, uma frota de sete navios portugueses sob o comando de António de Brito chegou a Tidore, procurando prender Magalhães. Espinosa enviou uma carta a Brito implorando por suprimentos. Brito enviou um grupo armado para capturar Trinidad, mas, em vez de resistência armada, encontraram apenas um navio à beira do naufrágio e uma tripulação à beira da morte. Trinidad foi navegado de volta para Ternate, onde suas velas e cordames foram removidas. O navio foi pego por uma tempestade e se despedaçou.
Apenas quatro dos sobreviventes voltaram para a Europa. João Rodrigues escapou em um navio português. Os três restantes - o comandante Espinosa, o marinheiro e escrivão da expedição Ginés de Mafra e o artilheiro norueguês Hans Vargue (ou Bergen) - passaram dois anos em trabalhos forçados antes de serem enviados para a prisão em Lisboa. Vargue morreu na prisão portuguesa. Espinosa foi descrito pela última vez em 1543 como um inspetor espanhol de navios.
De Mafra, o último a ser libertado devido aos muitos documentos que possuía, com o tempo tornou-se piloto — em parte devido à experiência adquirida com a expedição de Magalhães. Em 1541 foi nomeado piloto do San Juan de Letrán sob o comando de Ruy López de Villalobos; dois anos depois, naufragado em uma ilha filipina, ele escreveu sobre a expedição de Magalhães enquanto esperava pelos reparos do navio. Aqui, a expedição de Magalhães foi lembrada favoravelmente pela realeza e, por fim, ele e outros 29 homens optaram por permanecer nas Filipinas em vez de retomar a fracassada expedição de Villalobos. As anotações de De Mafra de sua espera permaneceram inéditas até serem encontradas em 1920.

### De tradução
- Este artigo foi inicialmente traduzido, total ou parcialmente, do artigo da Wikipédia em inglês cujo título é «Trinidad (ship)».

### Citações
1. ↑  Joyner (1992), p. 93.
2. ↑  Walls y Merino (1899), Annex 3, p. 174.
3. ↑  Morrison has both.
4. ↑  Bergreen (2009), p. 377.
5. ↑  Bergreen (2009).